# FM山口開局特番
FM山口開局特番（えふえむやまぐちかいきょくとくばん）はエフエム山口が、自社の開局記念日である毎年12月1日前後に放送していた開局記念番組。正式にはタイトルに「エフエム山口開局○○周年記念特別番組」が冠される。開局15周年である2000年から2009年まで、毎年放送されていた。
午後の時間帯をまるまる使った生放送が基本となるため、通常も自社制作番組を放送している金曜日、もしくはJFN系の午後の通常番組が休止となる11月23日（勤労感謝の日）に放送されることが多い。
25周年となる2010年以降は原則大型特別番組としての放送をせずに平日ワイドの横断連動企画としていた（詳細後述）が、2015年の30周年については放送した。

## 15周年 Forever Friends
Forever Friends（フォーエバー・フレンズ）は2000年12月1日放送。フライデー・スーパー・フリークを休止しての生放送を行った。パーソナリティは陣内大蔵と大内こずえ。放送時間は12:00～19:30。

## 16周年 あにらじ
「デリシャスフライデーアニバーサリーエディション ‘あにらじ’」は2001年11月30日放送。パーソナリティはこの年の9月に終了した、「フライデー・スーパー・フリーク」の担当だった、松田キビキビと立石三恵子。放送時間は13:00～16:55。

## 17周年 エフヤマ愛の劇場
エフヤマ愛の劇場（えふやまあいのげきじょう）は2002年11月29日放送。リスナーからのラジオドラマを放送したり、○×クイズを行うなど、意欲的に放送した。さでこみパーソナリティ4人とメインDJによる「ザ・ウィーケスト・リンク」のパロディーやFMYカルトクイズも行った。パーソナリティはこの年にFMYに入社した、鈴木晶久と沖永優子。放送時間は13:00～16:55。

## 18周年　radio*eighteen～Art of Gold
radio*eighteen～Art of Gold（レディオ・エイティーン～アート・オブ・ゴールド）は2003年11月23日放送。この年はFM山口そばの山口情報芸術センター（通称：YCAM）からの公開生放送を行った。リスナー参加型のかくれんぼ大会「アッキーを探せぃ!」、キーワードクイズなどを放送した。パーソナリティは金光一昭と沖永優子のCOCO PARTYコンビ。放送時間は11:30～19:55。

## 19周年 みんなの19(JUKE)ボックス
みんなの19(JUKE)ボックス（-ジューク-）は2004年11月23日放送。サブタイトルは「みんなに送る大感謝祭!今日はとにかくかけまくり。時々ストップしながらも10時間以上に渡ってあなたのリクエストにお応えする開局19周年記念・FM山口ジュークボックス計画!」。エフエム山口のスタジオ前ロビーを公開しての生放送を行った。また、鈴木晶久アナがお遍路さん姿で萩往還を歩いたり、クイズコーナーがあったり、水谷寛アナを招いての“アニソンリクエスト”があった。また、全編リクエストナンバーを放送したほか、MEN'S FOUR ビリビリFriday内のコーナー「ウチのバカチン」のパロディ、「逆・爆笑すくすく山口っ子 ウチのおかん!」もあった。パーソナリティは金光一昭と俊山真美。放送時間は11:30～21:55（過去最長）。

## 21周年 FMY BIG THANKS WEEK
FMY BIG THANKS WEEK Kick Off Proglam Winter SE 06（エフエムワイ・ビッグ・サンクスウィーク・キックオフプログラム・ウィンタースペシャルエディションぜろろく）は2006年12月1日放送。メインパーソナリティはJKこと北野順一。井村由美子アナ（11:30～15:55）、新井道子アナ（16:00～18:50）がアシスタントを務めた。放送時間は11:30～18:50の7時間20分。
コーナーとして、
- HONDA NEW CR-Vでまわる 鈴木晶久と田口彩の山口おどろき行脚（岩国城から海峡ゆめタワーまで各地から生中継）
- 街カドマイク～アサリちゃん大暴れの巻～（シーモール下関での街頭インタビュー）
- 責任編集!パーソナリティ街ネタ選手権
- 3時だよ!クイズグランプリいっきゅう

などの企画が行われた。
タイトルにある「FMY Big Thanks Week」はエフエム山口の生番組「Morning Kiss」「スキップ3」「ぱららじ」の各番組を聴いてWebサイトにアクセスするとプレゼントがもらえる企画。2006年12月1日～8日に実施され、当選者発表は12月8日の「ビリフラMAX」内で行われた。

## 22周年 ビリフラMAX featuring島スタらじお!!
正式タイトルは「開局22周年&周防大島中継局Coming Soon記念特別企画 BIG THANKS WEEK キックオフ・スペシャル・エディション ビリフラMAX featuring島スタらじお!!」。ここ数年と異なり、独立した番組ではなく、レギュラー番組「ビリフラMAX」の特別企画として放送。詳細はビリフラMAX#その他特別企画などの項を参照。

## 23周年 FMY感謝祭 クイズ23
FMY感謝祭 クイズ23(エフエムワイかんしゃさい クイズ・トゥースリー)は、2008年11月24日に放送。鈴木晶久と伊藤愛がDJとなって全編FM山口に関するクイズを放送した。また、特設サイトでFM山口検定も実施した。※「JFNC ONCEは11時台のみに短縮。

## 24周年 FUN FUN DRIVIN'　復活 電リクまつり
FUN FUN DRIVIN'　復活 電リクまつり(ファン・ファン・ドライヴィン ふっかつでんりくまつり)は、2009年11月23日に正午から3時間50分放送。新井道子とJK・北野順一がDJとなって「楽しいドライブ」をキーワードに「電話リクエスト（いわゆる電リク）」を行った。なお、メールとFAXの受け付けは一切しなかった。※「JFNC ONCEは11時台のみに短縮。

## 25周年〜　FMY BIG THANKS WEEK
2010年以降は原則長時間特番は編成せず、21周年の時に使用した「FMY BIG THANKS WEEK」（エフエムワイ・ビッグ・サンクス・ウィーク）を共通タイトルとしている。

### 25周年　OUR MUSIC NO.1 DERBY
25周年となる2010年は特別番組としては放送されず、代わりに11月29日から12月3日にかけて、平日の自社制作番組を横断する企画としてOUR MUSIC NO.1 DERBY（アワーミュージック・ナンバーワンダービー）が行われた。
事前に社員・スタッフ・関係者全員で、「これからもFMYでかけ続けたい曲」をテーマに選曲。この中からリスナーが「これからもFMYで聴き続けたい曲」を投票するもの。結果は、期間内のMorning Street、Daytime Street、FRIDAY Bang! Bang! Highwayの中で発表された。

### 26周年〜29周年　愛あるSONGリクエスト
26周年（2011年）以降は25周年同様に、平日の自社制作番組を横断する企画として愛あるSONGリクエストを行った。
リスナーから家族・男女・自然・故郷など、「愛」を歌った曲を、誰にどんな想いで贈りたいかをキーワードにリクエストを募り、期間内のMorning Street、Daytime Street、FRIDAY Bang! Bang! Highwayの中で発表された。
- 26周年：愛あるSONGリクエスト（2011年11月21日-12月02日）
- 27周年：愛あるSONGリクエスト（2012年11月26日-12月07日）
- 28周年：愛あるSONGリクエスト（2013年11月25日-12月06日）

Morning Street（8:30頃）、Daytime Street（15:20頃）、FRIDAY Bang! Bang! Highway（16:03頃）
- 29周年：愛あるSONGリクエスト（2011年11月24日-12月05日）

Morning Street（10:42頃）、Daytime Street（14:45頃）、FRIDAY Bang! Bang! Highway（16:10頃）

### 31周年　チームでREQUEST
31周年（2016年）は、平日の自社制作番組を横断する企画としてチームでREQUESTを行う。
友達同士・家族・職場・リスナータッグなど2人以上の「チームを作って」リクエストを募り、期間内のPURE Morning、COZINESS、はっぴーはっぴーフライデーの中で発表。
- 31周年：チームでREQUEST（2016年11月21日-12月02日）

PURE Morning（9:45頃）、COZINESS（16:26頃）、はっぴーはっぴーフライデー（18:40頃）

## 30周年 開局30周年記念 Happy 30 Years　スペシャル2DAYS
開局30周年にあたる2015年度は、11月30日と12月1日を『開局30周年記念 Happy 30 Years　スペシャル2DAYS』として放送する。
そのとっかかりとして2015年4月から11月は『さんまるっ! -FMY HAPPY 30 YEARS-』を放送。
この特番を挟んで、12月1日は『SCHOOL OF LOCK!』をFMYの第1スタジオから生放送。また大型ワイド番組の大改編を行う。

### FMY Happy 30 Years 届いてる!FMY 〜30年分の感謝を込めて〜
『FMY Happy 30 Years 届いてる!FMY 〜30年分の感謝を込めて〜』（エフエムワイ・ハッピー・サーティ・イヤーズ とどいてる!エフエムワイ さんじゅうねんぶんのかんしゃをこめて）は2015年11月30日に30周年記念大型特別番組として放送される。スペシャルナビゲーターは15周年特番を務めるなどした宇部市出身の陣内大蔵。放送時間は7:30-11:00と13:30-18:55。
また、パートナーとして新井道子（7:30-8:50）、わだりえ（9:00-11:00）、大和良子（13:30-15:32／18:00-18:55）、金光一昭＆宮田あやか（15:42-18:55、宮田は途中で抜けて社長室を訪問した）が12月1日スタートの新番組の放送時間帯に合わせて登場。その他、コーナーやゲストとして水谷寛、大谷泰彦、大畠寛美、はる、中馬祥子、「オレンジ☆みるふぃ〜ゆ」のリーダー・兼頭のぞみが登場した。
また、これまでレギュラー番組内で12月1日前後に行ってきた「愛あるソングリクエスト」（「愛」を歌った曲へのリクエストを募るもの）をこの番組の中で行う。
この日に限り、道路交通情報は開局当初から2005年11月まで使われたフォーマットとなり、女性コーラスのOPジングルとBGMにToots Thielemansの"DRIVIN' SOUTH"が使用された。
- FMY 30th aniv information "【お知らせ】開局３０周年記念スペシャル２ＤＡＹＳ"
- FMY 30th aniv information "【番組情報】開局記念特番「届いてる！ＦＭＹ」"
- 愛あるSONGリクエスト　「FM山口開局30周年記念BIG THANKS WEEK」

## 32周年〜　これからもよろしく!タイガくんからのお礼です♪
32周年（2017年）以降は再び特別番組としては組まず、平日ワイド番組内での連動企画として、各番組内で発表されるきょうの一文字を送るとプレゼントが送られる「これからもよろしく!タイガくんからのお礼です♪」を行った。
| スタブアイコン | サブスタブ | この項目は、まだ閲覧者の調べものの参照としては役立たない、ラジオ番組に関連した書きかけの項目です。この項目を加筆・訂正などしてくださる協力者を求めています（P:ラジオ/PJ:放送番組）。 |